# Vaccinium lorentzii
Vaccinium lorentzii är en ljungväxtart som beskrevs av Koorders. Vaccinium lorentzii ingår i Blåbärssläktet, och familjen ljungväxter. Utöver nominatformen finns också underarten V. l. puberulum.